# Ян «Вонтробка» Стшелецький

варіант гербу Окша

Ян «Вонтробка» Стшелецький гербу Окша (пол. Jan Strzelecki (Wątróbka); ? — 1493, Краків) — польський шляхтич, військовик, римо-католицький релігійний діяч. Львівський латинський архієпископ.

## Біографія
Походив з роду, дідичним володінням якого було поселення Стшельце (пол. Strzelce) в Сандомирській землі.[джерело?]
З молодих років був військовиком. За Шимоном Окольським, під час битви під Варною 1444 року потрапив до турецького полону, звідки дивом повернувся додому. Пізніше обрав духовний стан. 9 травня 1481 року номінований, а 20 травня 1481 затверджений латинським архиєпископом у Львові. Посівши цю посаду у Львові, вважав її винагородою за військові заслуги, тому почав зловживати бенкетами. Також через деякий час мав конфлікт з Львівською капітулою Римо-католицької церкви через майно, яке він почав використовувати всупереч думці каноніків, що призвело до судового протистояння. Врешті Ян Стшелецький відлучив усіх каноніків від церкви, а також і весь Львів. У відповідь відлучені подали апеляцію до курії в Римі, і через деякий час отримали там для себе декрет, який визнавав їх правоту. Через це архієпископ впав у меланхолію (за іншими даними, збожеволів).
Каспер Несецький стверджував, що Мартін Кромер помилково приписував йому посаду белзького каштеляна.
1481 року освятив частково збудовану Латинську катедру Львова після завершення будівництва її склепінь.
Затвердив привілей Давида Бучацького, власника Бучача, для старого фарного костелу міста; в ньому вказано, що був присутнім під час його написання в Голгочому (точна дата відсутня, 28 квітня, між 1481 і 1485 роками).
За його протекції в Галичині осів родич — батько відомого польського поета Миколая Рея Станіслав.
Помер у Кракові 1493 року, де й був похований у домініканському костелі Святої Трійці.